# Число Марангоні
Число Марангоні — безрозмірна величина, що характеризує можливість утворення конвективного руху у рідині, спричиненого термокапілярним механізмом тобто зміною поверхневого натягу через нерівномірний нагрів. Названа на честь італійського вченого Карло Марангоні. 
{\displaystyle \mathrm {Mg} =-{\frac {d\sigma }{dT}}{\frac {1}{\eta \alpha }}\cdot L\cdot \Delta T,}
де
- {\displaystyle \sigma } — поверхневий натяг, Н/м;
- {\displaystyle L} — довжина, м;
- {\displaystyle \alpha } — температуропровідність, м²/с;
- {\displaystyle \eta } — динамічна в'язкість, кг/(с·м);
- {\displaystyle \Delta T} — різниця температур, К.

Число Релея є аналогом числа Марангоні для термогравітаційного механізму конвекції (механізму Релея).